# Deckenfresko im Kronentor des Dresdner Zwingers
Das Deckenfresko im Kronentor des Dresdner Zwingers war ein barockes Fresko. Das Gemälde wurde im Jahr 1945 zerstört. Der Maler ist unbekannt.

## Beschreibung

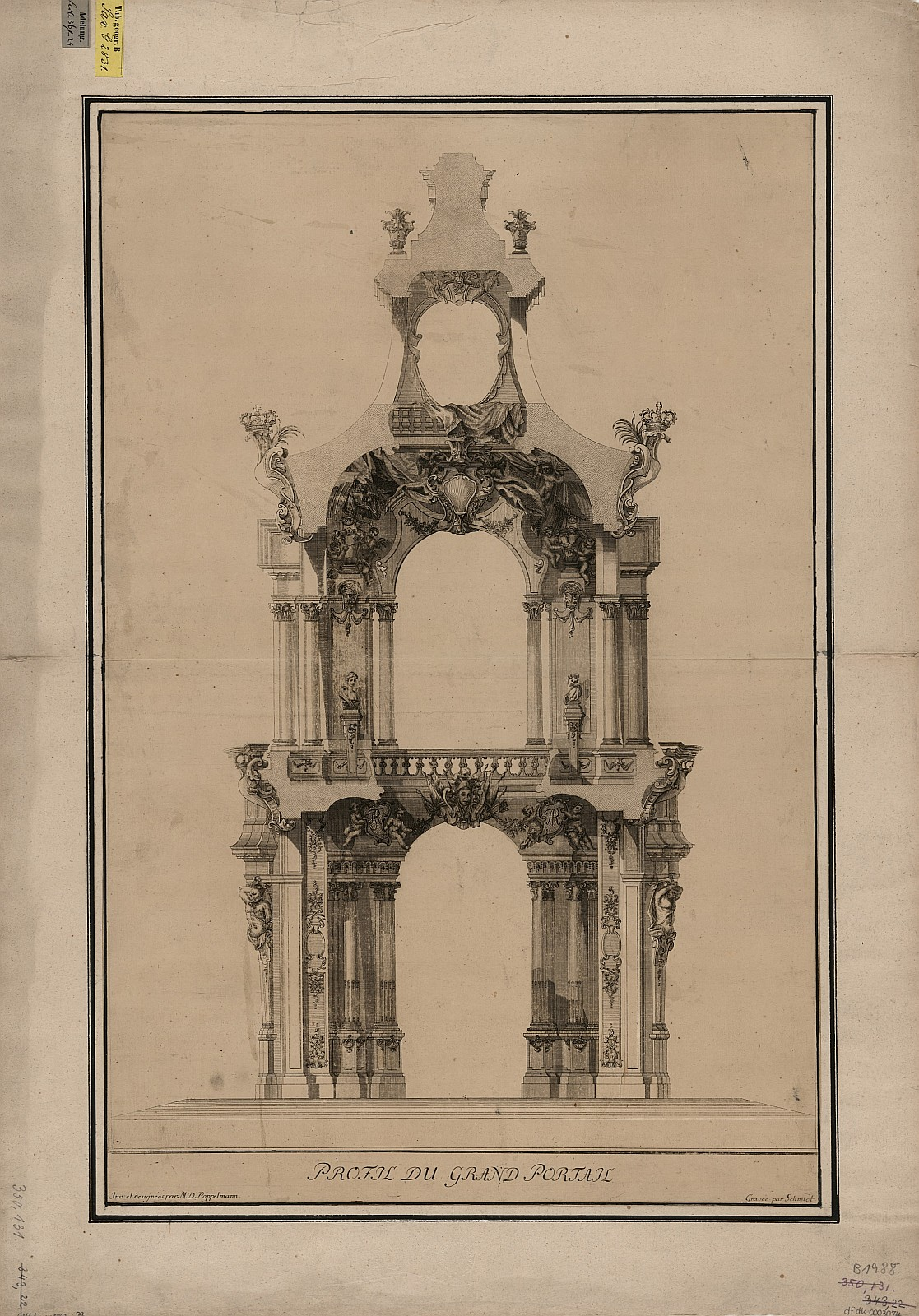
Pöppelmann, Kronentor innen. Dresden, Sächs. Landesbibliothek.

Das Fresko zeigte im Vordergrund Das Frühlingsopfer der Flora reich geschmückt mit Blumenzweigen und Festons. Daneben wurden Opfergeräte und goldene Vasen von Amor zu einem Fest angeordnet. Zu dem Opferfest gelangen Helden, Jäger und Nymphen, die dem Reich der Flora angehören. Grazien und die Hesperidischen Nymphen verstreuen die Blüten der Orangenbäume – mit Rosen gemischt – auf einem Rauch-Altar der Göttin Flora. Mars – aus einer Blume hervorgegangen – gibt dazu seine von Venus geflochtene Siegerkrone hinzu. Feldgötter sind auch anwesend und wollen dem Fest der Flora beiwohnen. Über allem schwebt Flora – umarmt von Zephyros – und vergibt verschiedene Siegeskränze an die Helden. August der Starke erscheint hier als Held, der als Überbringer der Äpfel der Hesperiden auftritt. Dem gegenüber stehen die Frühlingsgöttinnen, die den Winter vertreiben. Dem Frühling hilft dabei die Gartenkunst, die jede Jahreszeit in Frühling umwandelt. 
Durch ein offenes Rundauge in der Zwischendecke war auch aus dem unteren Durchgang der Blick auf das Bild möglich.
James Schumann erwähnt unter anderen den Maler Torelli: „Die schönen Zimmer des Zwingers waren ursprünglich zu Spiel- und Speisezimmern bestimmt, worin sich Deckengemälde von Sylvester, Torelli, Fehling und Pellegrini befinden.“